# Ванеев, Геннадий Иванович
Генна́дий Ива́нович Ване́ев (укр. Геннадій Іванович Ванєєв; 23 июня 1927, с. Ванеево, Вятская губерния — 5 июля 2004, Киев) — советский и украинский государственный деятель, историк, капитан 1 ранга, депутат Верховной рады Украины I созыва (1990—1994).

## Биография

Могила Ванеева на кладбище Коммунаров в Севастополе.

Родился 23 июня 1927 года в селе Ванеево.
С 1944 года начал службу на военном флоте, был матросом, курсантом старшинских классов, инструктором радиотелеграфной школы связи Черноморского флота (г. Николаев), с 1947 года — командиром отделения радиотелеграфистов флотского экипажа Черноморского Флота (г. Севастополь), затем командиром спецмашины Краснознаменного узла связи Черноморского Флота (г. Севастополь).
В 1953 году окончил Киевское высшее военно-морское политическое училище, также окончил Киевский государственный университет им. Шевченко по специальности «историк». В 1966 году защитил кандидатскую диссертацию на тему «Оборона Севастополя в Великой Отечественной войне 1941-42 гг.», в 1980 году защитил докторскую диссертацию на тему «Черноморский флот в Великой Отечественной войне 1941-45 гг.».
После окончания КВВМПУ служил в политорганах военного флота, с 1953 года был заместителем командира роты по политчасти В\Ч 53186 Черноморского Флота, с 1956 года — пропагандистом политорганов Черноморского флота.
С 1970 года был преподавателем, затем старшим преподавателем Черноморского высшего военно-морского училища им. П. С. Нахимова. В 1978 году был уволен в запас, являлся профессором кафедры истории ЧВВМУ.
С 1950 года был членом КПСС. В разное время являлся секретарём, затем членом партбюро военного училища, председателем совета молодёжного клуба училища «Подвиг», председателем военно-патриотической, исторической секции городской организации общества «Знание» и городской дискуссионной трибуны.
В 1990 году в ходе первых альтернативных парламентских выборов в Украинской ССР был выдвинут кандидатом в народные депутаты, 18 марта 1990 года во втором туре был избран народным депутатом Верховного совета Украинской ССР XII созыва (в дальнейшем — Верховной рады Украины I созыва) от Гагаринского избирательного округа № 238 г. Севастополя, набрал 43,33 % голосов среди 8 кандидатов. В парламенте был заместителем председателя комиссии по вопросам социальной политики и труда. Депутатские полномочия истекли 10 мая 1994 года.
Был награждён медалями «За боевые заслуги», «За победу над Германией в Великой Отечественной войне 1941—1945 гг.» и другими, имел почётное звание «Заслуженный деятель науки и техники УССР», являлся автором ряда книг по военной истории.
Умер 5 июля 2004 года в Киеве в возрасте 77 лет. Похоронен на кладбище Коммунаров в Севастополе. Похоронен рядом с пулеметчицей Ниной Ониловой, чьи дневники опубликовал. Автор памятника — заслуженный скульптор Украины Станислав Чиж.

## Комментарии
1. ↑  Село Ванеево в последующем входило в состав Бажинского сельсовета Арбажского района Кировской области; не сохранилось[1].